# Populist Party
Die Populist Party war eine kurzlebige politische Partei in den Vereinigten Staaten des späten 19. Jahrhunderts (1891 bis 1908) und hieß offiziell People’s Party. Besonderen Anklang fand sie bei Farmern im Westen der USA, was größtenteils auf ihre Opposition zum Goldstandard zurückzuführen ist. Obwohl die Partei kein bleibender Bestandteil der politischen Landschaft blieb, wurden viele ihrer Standpunkte im Lauf der folgenden Jahrzehnte von anderen übernommen. Der Begriff „populistisch“ ist seitdem ein Oberbegriff in der US-Politik und beschreibt eine Politik, die sich in Opposition zu den etablierten Interessen an das einfache Volk richtet.

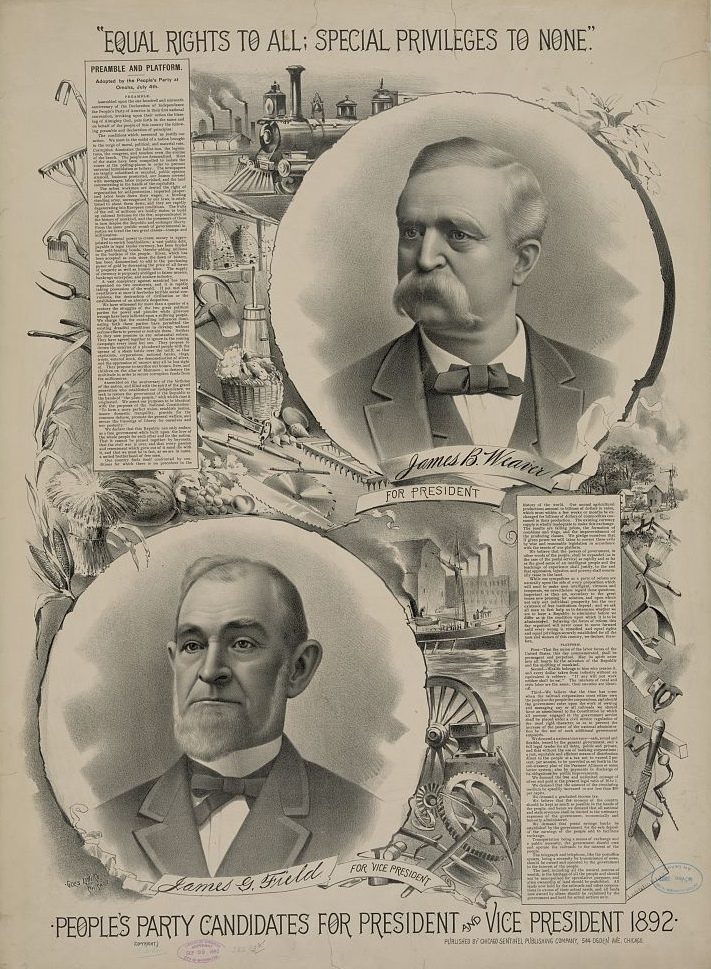
Plakat der People’s Party zur Wahl des Präsidenten der USA im Jahr 1892 mit dem Titel „Equal Rights to all; special privileges to none.“

## Geschichte

### Gründung
Die „Populist Party“ erwuchs aus der Bauernrevolte, die sich ab den 1870ern entwickelte. Durch den Zusammenbruch der Preise für landwirtschaftliche Produkte und die allgemeine Deflation ergaben sich große Probleme insbesondere für Kleinbauern. Trotz des großen Bevölkerungswachstums erhöhte sich aufgrund des Goldstandards (de facto geltend, noch nicht de jure) nicht die Geldmenge. Bankiers nutzten diese Geldknappheit für hohe Kreditzinsen, wie auch die Eisenbahnunternehmen ihre Oligopolstellung für hohe Transportgebühren. Die Bauern konnten sich deswegen die nötigen Kredite für eine Modernisierung der Landwirtschaft (neue Geräte durch die industrielle Revolution) nicht leisten. Zugleich kam es unter den Bauern zu einer Distanzierung zur Regierung, die entgegen den Vorschlägen der Farmer an der bisherigen Geldpolitik festhielt und Oligopole/Monopole nicht auflöste. Es kam dadurch zu einer umfangreichen Organisierung der Bauern in der Farmers’ Alliance mit landesweit rund 400.000 Mitgliedern im Jahr 1889, wobei nach anfänglichen rassistischen Auseinandersetzungen zunehmend auch die schlechte Situation der schwarzen Farmarbeiter thematisiert wurde.
Die Farmers’ Alliance, gebildet 1876 in Lampasas, unterstützte kollektives ökonomisches Handeln der Landwirte und erreichte verbreitete Popularität im Süden und in den Great Plains. Durch die Farmers’ Alliance ergab sich für die Bauern eine stärkere Position gegenüber den Zulieferern und den Banken. Die Farmers’ Alliance war aufgrund ihrer eng begrenzten Finanzen jedoch letztendlich nicht fähig, ihr weit reichendes ökonomisches Ziel des kollektiven ökonomischen Handelns gegen Broker, Eisenbahnen und Händler zu erreichen, und viele in der Bewegung machten sich für Veränderungen in der nationalen Politik stark. Bis in die späten 1880er Jahre hatte die Allianz eine politische Agenda entwickelt, die Regelung und Reformen in der nationalen Politik verlangte, am beachtetsten war der Widerspruch gegen den Goldstandard, um der Deflation bei den landwirtschaftlichen Preisen entgegenzuwirken.
Der Antrieb, aus der Bewegung heraus eine neue politische Partei zu gründen, ging aus der Ablehnung durch beide etablierte Parteien, Demokraten wie Republikaner hervor, die von der Allianz vertretene Politik aufzunehmen und zu unterstützen, namentlich in Blick auf den Ruf der Populisten nach zeitlich unbegrenzter Prägung von Silbermünzen. Die Promotion von Silber als gesetzliches Zahlungsmittel wurde von Landwirten besonders favorisiert, als ein Mittel, der Deflation von landwirtschaftlichen Preisen entgegenzuwirken und den einfacheren Verlauf von Krediten im ländlichen Banksystem zu ermöglichen.
Die populistische Partei wurde im Jahr 1889–1890 gebildet, von Mitgliedern der Allianz zusammen mit den Knights of Labor. Die Bewegung erreichte ihren Höhepunkt 1892, als die Partei eine Versammlung in Omaha, Nebraska abhielt und Kandidaten für die nationale Wahl nominierte.

### Programm und Aufstieg

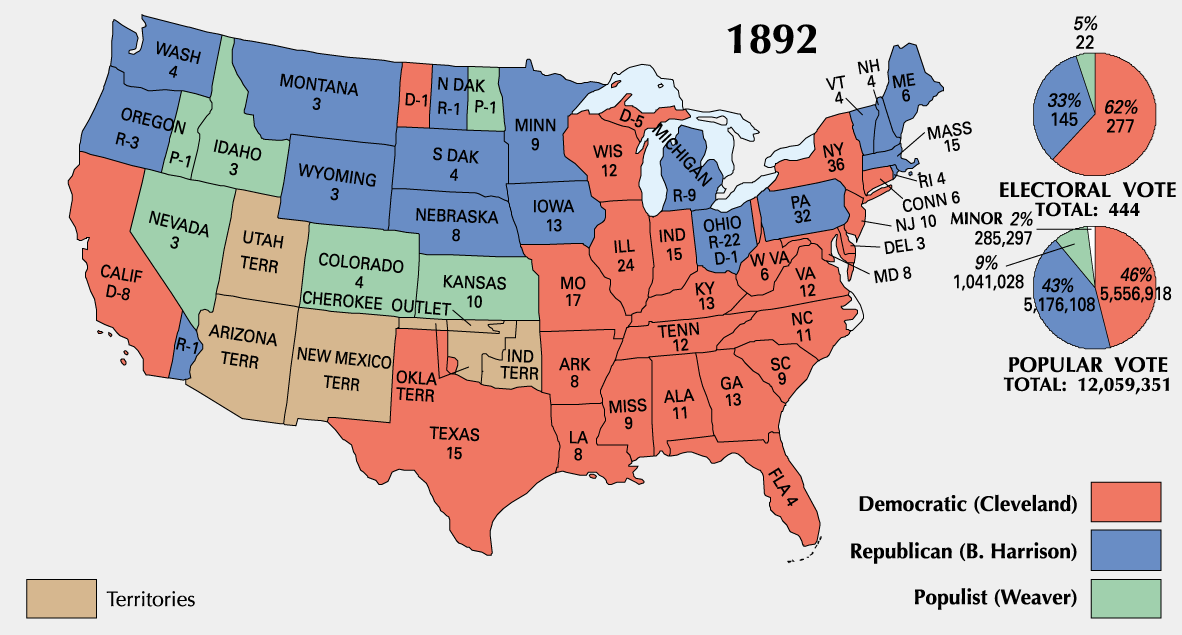
Siegerverteilung in der US-Präsidentschaftswahl von 1892

Das Parteiprogramm forderte die Abschaffung nationaler Banken, eine gestaffelte Einkommensteuer (16. Zusatzartikel zur Verfassung der Vereinigten Staaten), die direkte Wahl von Senatoren (17. Zusatzartikel zur Verfassung der Vereinigten Staaten), Reform der öffentlichen Verwaltung, und einen Acht-Stunden-Arbeitstag. In der Präsidentschaftswahl 1892 erreichte James B. Weaver 1.027.329 Stimmen. Weaver gewann vier Staaten (Colorado, Kansas, Idaho, und Nevada) und bekam außerdem Stimmen aus Oregon und North Dakota.
Die Partei florierte am stärksten unter den Farmern im Südwesten und den Great Plains und machte bedeutende Gewinne im Süden, wo sie sich einem mühseligen Kampf gegen das fest verwurzelte Monopol der Demokraten stellte. Der Widerstand gegen den Goldstandard war besonders stark unter den Farmern des Westens: Hier wurde dessen deflationäre Wirkung verschwörungstheoretisch als ein Instrument der Interessen der Hochfinanz an der Ostküste gedeutet, die, durch das Anzetteln von „credit crunches“, Massenbankrotte unter den Farmern im Westen verursachen könnten. Diese Verdächtigungen waren mitunter antisemitisch grundiert. Viele Farmer versammelten sich unter der Führung der Populisten in der Ansicht, dass „Leichtes Geld“, das nicht durch einen harten Mineralstandard gestützt ist, freier durch ländliche Regionen fließen würde. Das „freie Silber“-Programm erhielt weit verbreitete Unterstützung, Klassengrenzen überschreitend in den Mountain States, wo die Wirtschaft stark vom Silberabbau abhing. Die Populisten waren die erste politische Partei in den Vereinigten Staaten, die aktiv Frauen in ihre Angelegenheiten einbezog. In vielen südlichen Staaten erstrebten sie, Afroamerikaner einzubeziehen. In einer Zeit, als kulturelle Haltungen der weißen Vorherrschaft alle Aspekte des amerikanischen Lebens durchdrangen, sprachen eine Anzahl von Populisten aus dem Süden, vor allem Thomas E. Watson, von der Notwendigkeit für arme Schwarze und arme Weiße, ihre „Rassenunterschiede“ im Namen geteilter wirtschaftlicher Eigeninteressen zur Seite zu legen.

### Niedergang
1896 übernahmen die Demokraten viele der Forderungen der Populisten auf nationaler Ebene und die Partei begann an nationaler Popularität einzubüßen. Als problematisch erwies sich für die Populisten auch der im Land verbreitete Rassismus, durch den sich Vorbehalte gegenüber der Populist Party (in der auch Schwarze führend mitarbeiteten) ergaben, welche die Demokratische Partei zur Abwerbung der Bauern nutzen konnte. Bei der US-Präsidentschaftswahl 1896 unterstützte der Kandidat der Demokraten William Jennings Bryan die Opposition der Populisten zum Goldstandard in seiner berühmten „Cross-of-Gold“-Rede: Auf dem Nominierungsparteitag der Demokratischen Partei am 9. Juli 1896 rief er aus, er werde nicht mithelfen, „die Menschheit an einem Kreuz aus Gold zu kreuzigen“, wofür er von den Delegierten begeistert gefeiert wurde. Die Populisten konnten sich selbst nicht dazu bewegen, ferner Bryans wohlhabenden Vizepräsidentschaftskandidaten zu nominieren und nominierten Thomas E. Watson stattdessen für das Amt des Vizepräsidenten. Bryan verlor gegen William McKinley mit einem Abstand von 600.000 Stimmen. Bei der Präsidentschaftswahl 1900 nominierte die geschwächte Partei, während viele Wähler aus den Reihen der Populisten Bryan wieder unterstützten, eine Kandidatenliste von Wharton Barker und Ignatius Donnelly für die Präsidentschaft. Thomas E. Watson war der Kandidat der Populisten für die Präsidentschaft bei den Wahlen 1904 und 1908. Danach hörte die Partei auf, wirksam zu existieren.
Circa 45 Mitglieder der Partei saßen zwischen 1891 und 1902 im Kongress. Diese schlossen sechs US-Senatoren ein: William A. Peffer und William A. Harris von Kansas, Marion Butler von North Carolina, James H. Kyle von South Dakota, Henry Heitfeld von Idaho, und William V. Allen von Nebraska.

## Hinterlassenschaft
Die Nation behielt den Goldstandard bis 1973 bei, ein Fakt, den einige (aber beileibe nicht alle) ökonomischen Historiker für die Bankkrise während der „Großen Depression“ verantwortlich machten. Zusätzlich wurde der Ruf der Populistischen Partei nach einer direkten Senatorenwahl 1913 mit der Ratifizierung des 17. Zusatzes zur Verfassung der USA umgesetzt. Der Ruf der Partei nach einer Reform der öffentlichen Verwaltung wurde Teil des Programms der Progressive Party (1912).
Nach der Einschätzung des Historikers Lawrence Goodwyn kreierte die Bewegung der Populisten zu dieser Zeit eine „Kultur von Zusammenarbeit, Selbstrespekt und ökonomischer Analyse“ auf dem Land, jedoch gelang es nicht, diese Bewegung auch in den städtischen Regionen zu verbreiten (was auch ein Grund für den Niedergang war). Obwohl die politische Macht der Populisten kurzlebig war, erließen und beförderten sie wichtige politische Praktiken, wie Amtszeitbeschränkungen und die geheime Wahl. Die Populisten waren außerdem verantwortlich für ihre Unterstützung von politischen Graswurzel-Bewegungen, von Initiative, Referendum und Recall. 

## Belege
1. ↑  https://brewminate.com/a-history-of-the-populist-peoples-party-1891-1908/
2. ↑  populist. In: Oxford English Dictionary. Archiviert vom Original am 25. Juni 2014; abgerufen am 2. Juni 2014.  Info: Der Archivlink wurde automatisch eingesetzt und noch nicht geprüft. Bitte prüfe Original- und Archivlink gemäß Anleitung und entferne dann diesen Hinweis.
3. 1 2  Howard Zinn: A People’s History of the United States. Harper Perennial, New York 2005, ISBN 0-06-083865-5, S. 283–286.
4. ↑  „I will not help to crucify mankind upon a cross of gold“. Larry Schweikart: Populism. In: Peter Knight (Hrsg.): Conspiracy Theories in American History. An Encyclopedia. ABC Clio, Santa Barbara, Denver und London 2003, Bd. 2, S. 589 f.; Joseph E. Uscinski und Joseph M. Parent: American Conspiracy Theories. Oxford University Press, Oxford 2014, S. 111.
5. ↑  Goodwyn zitiert in: Howard Zinn: A People’s History of the United States. Harper Perennial, New York 2005, S. 293